# Lavaux-Sainte-Anne várkastélya
A belgiumi Lavaux-Sainte-Anne várkastélya Vallónia Namur tartományában, Rochefort közelében, Lavaux-Sainte-Anne település mellett, a Wimbe patak mentén épült.

## Története
A már az ókorban is használatos, hadászatilag fontos utak kereszteződésében Jean II de Berlo, a környék ura 1450-ben rendelte el a várkastély építését. A kastély a későbbiekben századról századra bővült, miközben katonai jelentőségét fokozatosan elvesztette. A főúri családok sora birtokolta, aztán a 20. századra elhagyatottá vált és romokban hevert. A Királyi Műemléki Bizottság Barátai nevű társadalmi szervezet vette kezelésébe, majd 1933 és 1939 között Raymond Pelgrims és Van der Hulst építész vezetésével, Lemonnier bárónő mecenatúrája segítségével újjáépítették. A kastély 1933 óta a „Château de Lavaux-Sainte-Anne Baráti Ligája” kezelésében van. Vadászati múzeumot alakítottak ki benne, majd 2005-ben a vár és az uradalom egykori életét és a környező terület élővilágát bemutató múzeummá alakítottak.

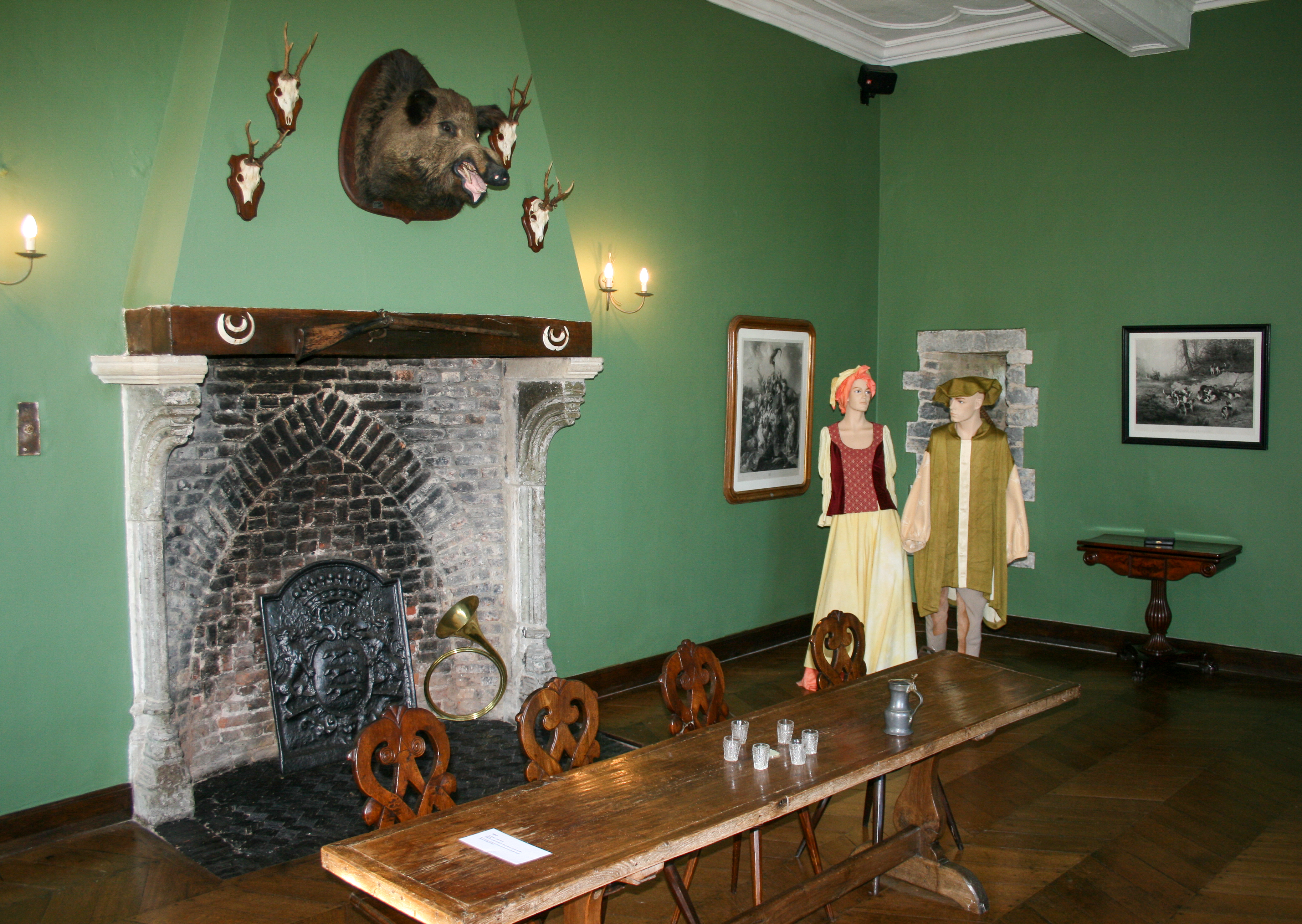
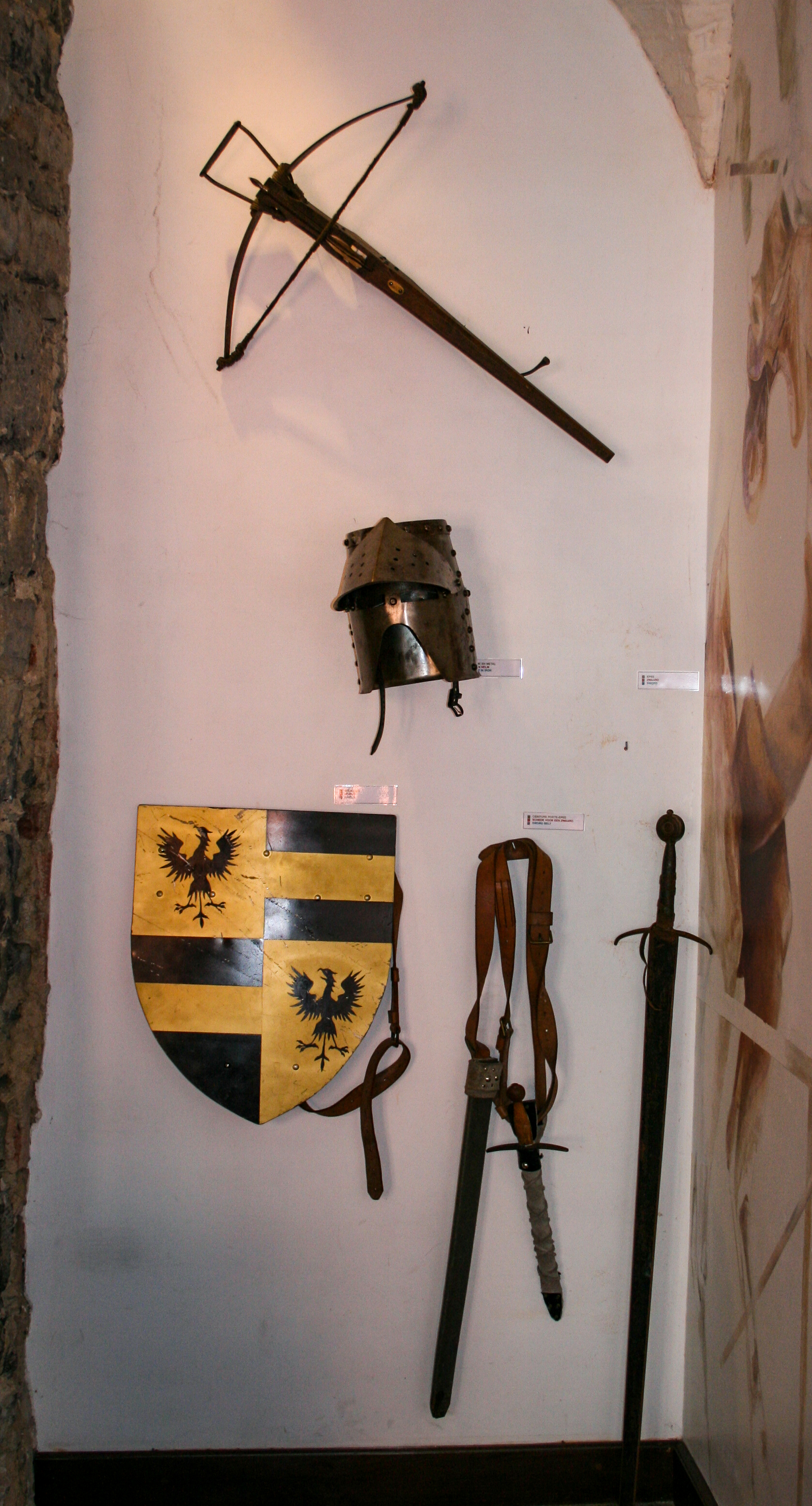
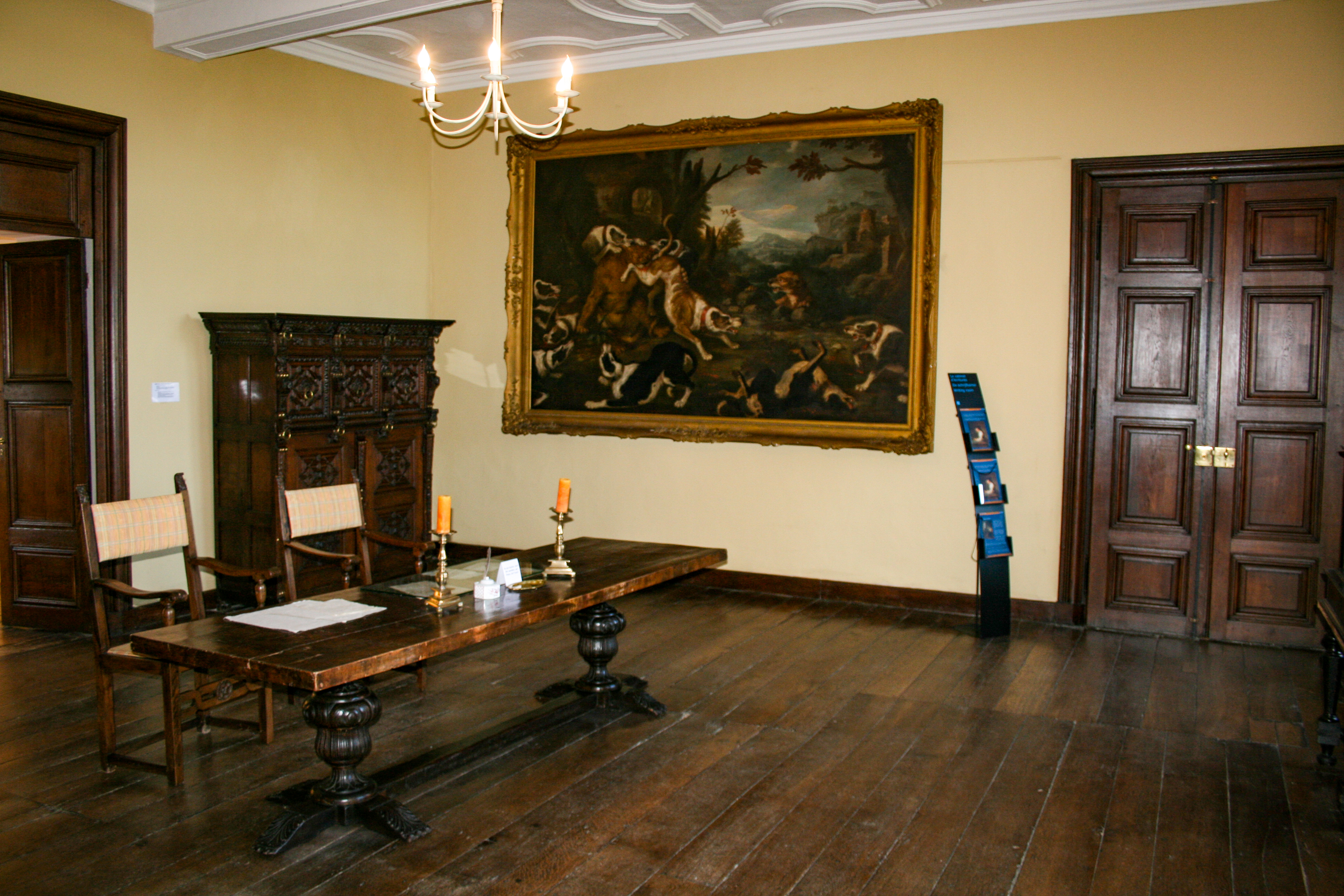
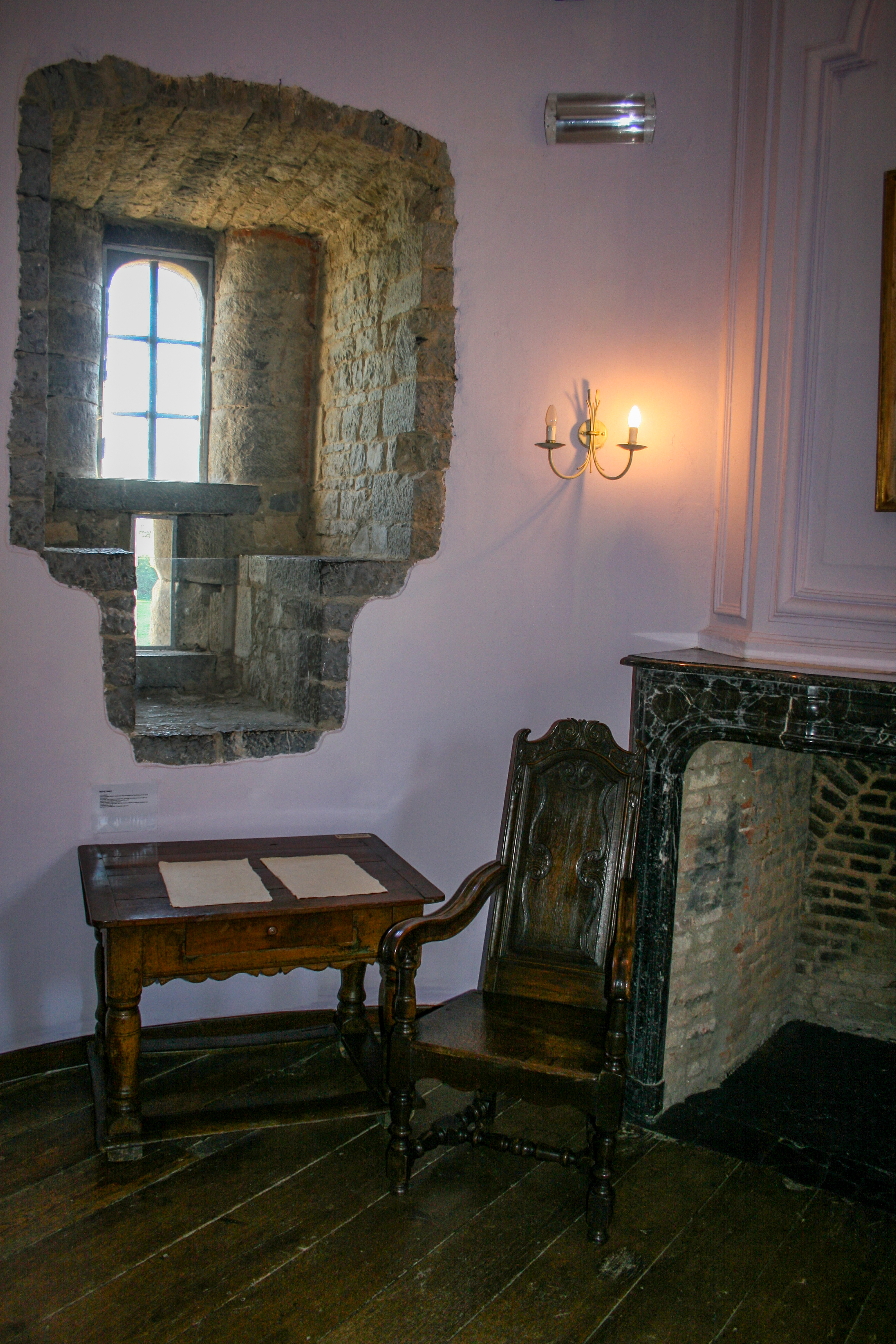

## Épülete
A várkastély alaprajza egyszerű: a rombusz alakú belső udvart négy kerek saroktorony vesz körül, amiket szintén kőből épült függönyfalak kapcsolnak össze. Az erődöt vizesárok veszi körül, amit a Wimbe patak táplál.
Az erődítmény központi elemét, az impozáns öregtornyot komoly középkori védelmi eszközökkel, machikoláció, azaz az ellenfél támadására szolgáló ledobó nyílásokkal, nyilazásra valamint ágyúk számára szolgáló lőrésekkel látták el. Négy szintből áll: a pincében élelmiszert tároltak, a magasföldszint az őrség tartózkodási helye volt, efelett helyezkedett el a főemelet, várúr lakóhelye. A negyedik szint volt a védelmi platform, ágyúállásokkal.
A bejárathoz ívelt út vezet, hogy akadályozzák a kapuzat támadását faltörő kossal vagy más eszközökkel. 

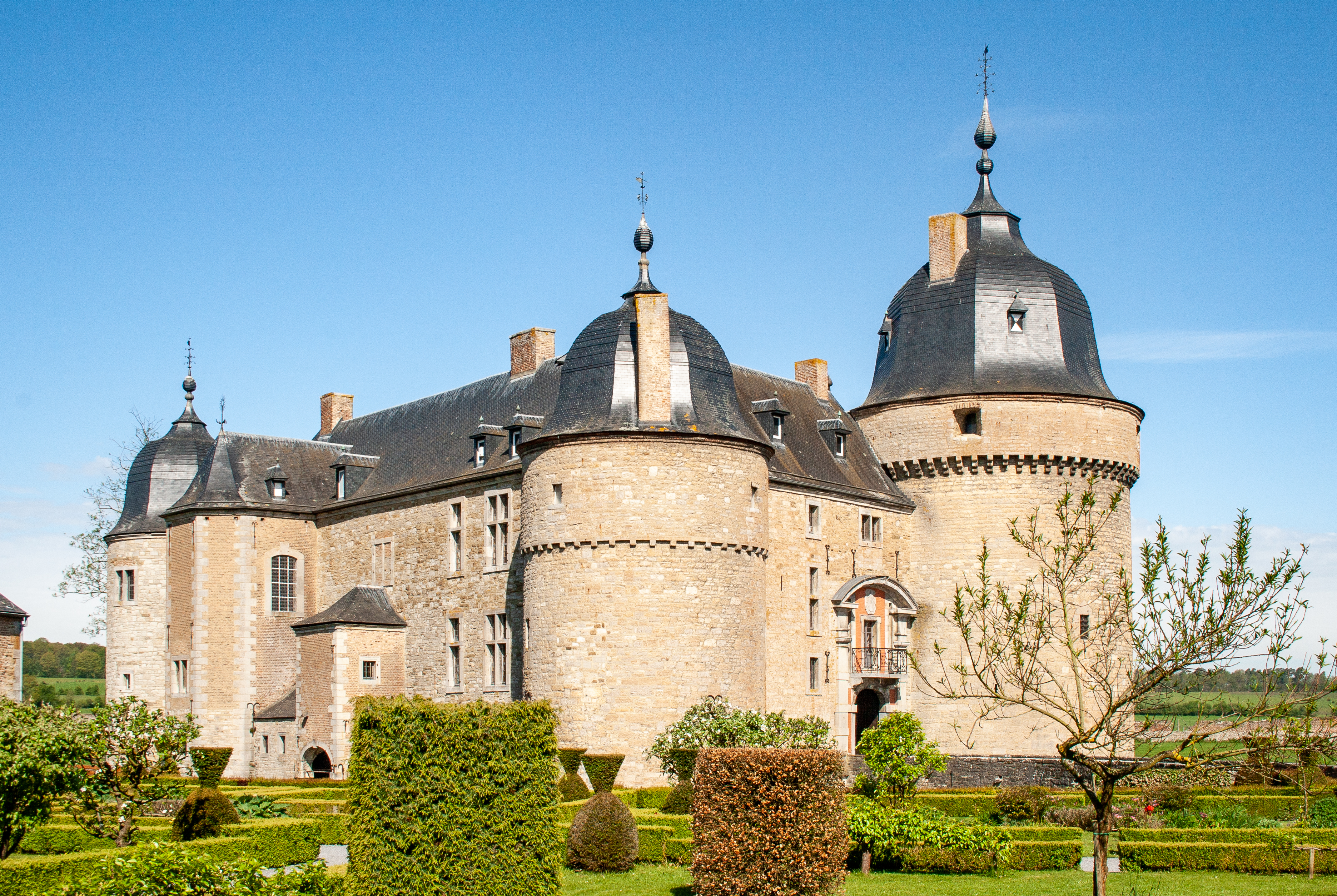
A várkastély látképe
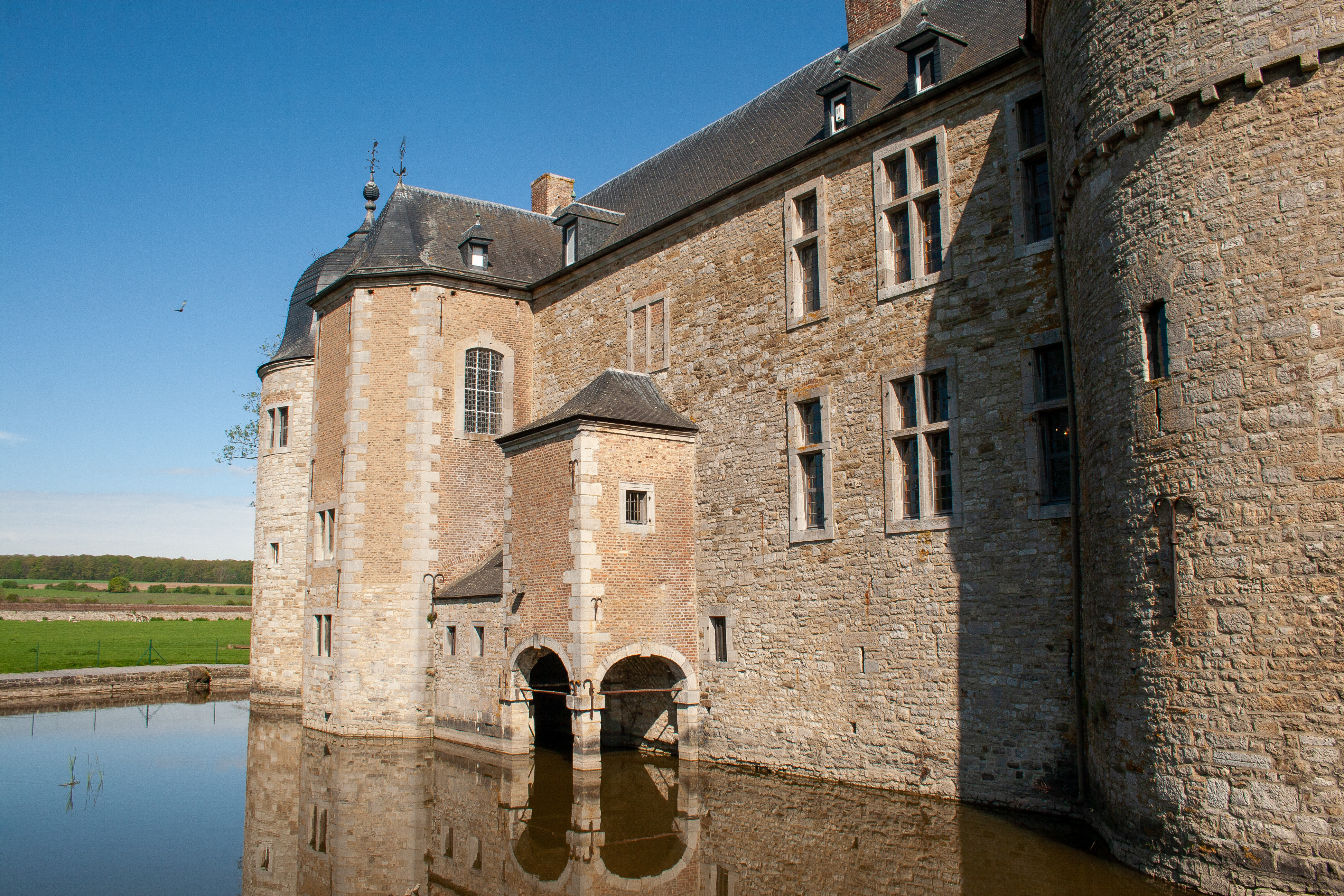
Bejárat a vízről a függönyfalon
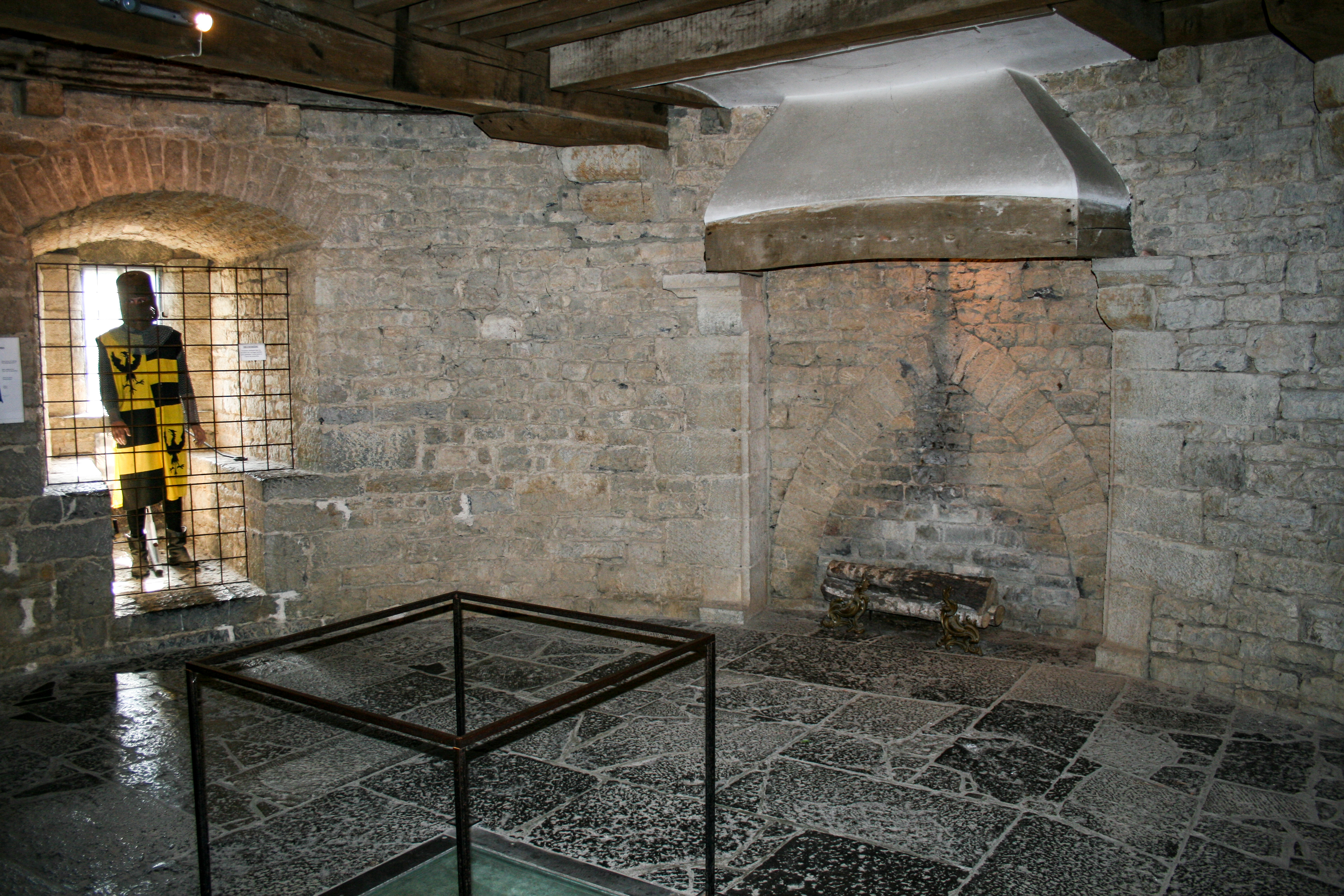
A várőrség szintje az öregtoronyban
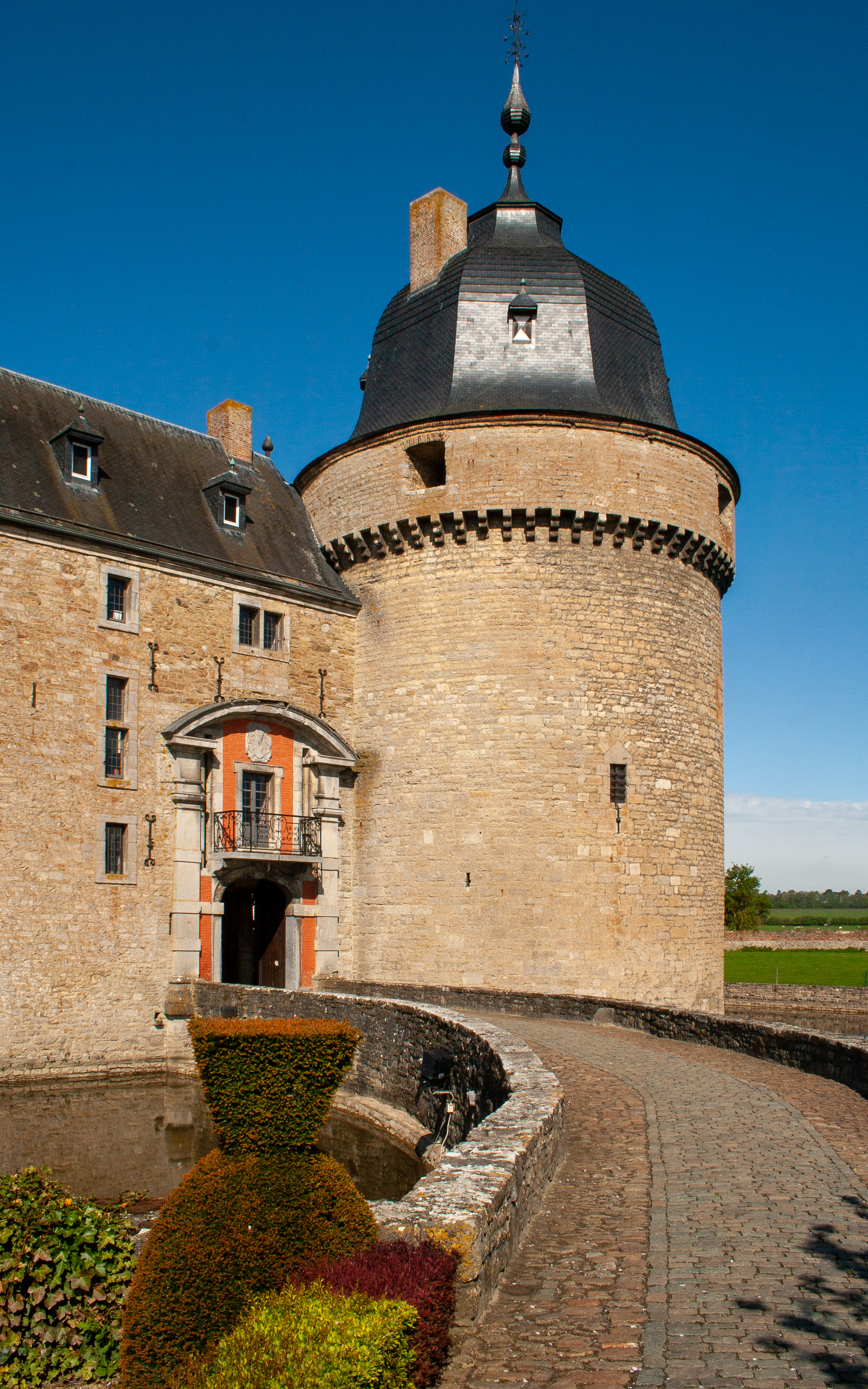
A főbejárathoz vezető ívelt út

## Fordítás

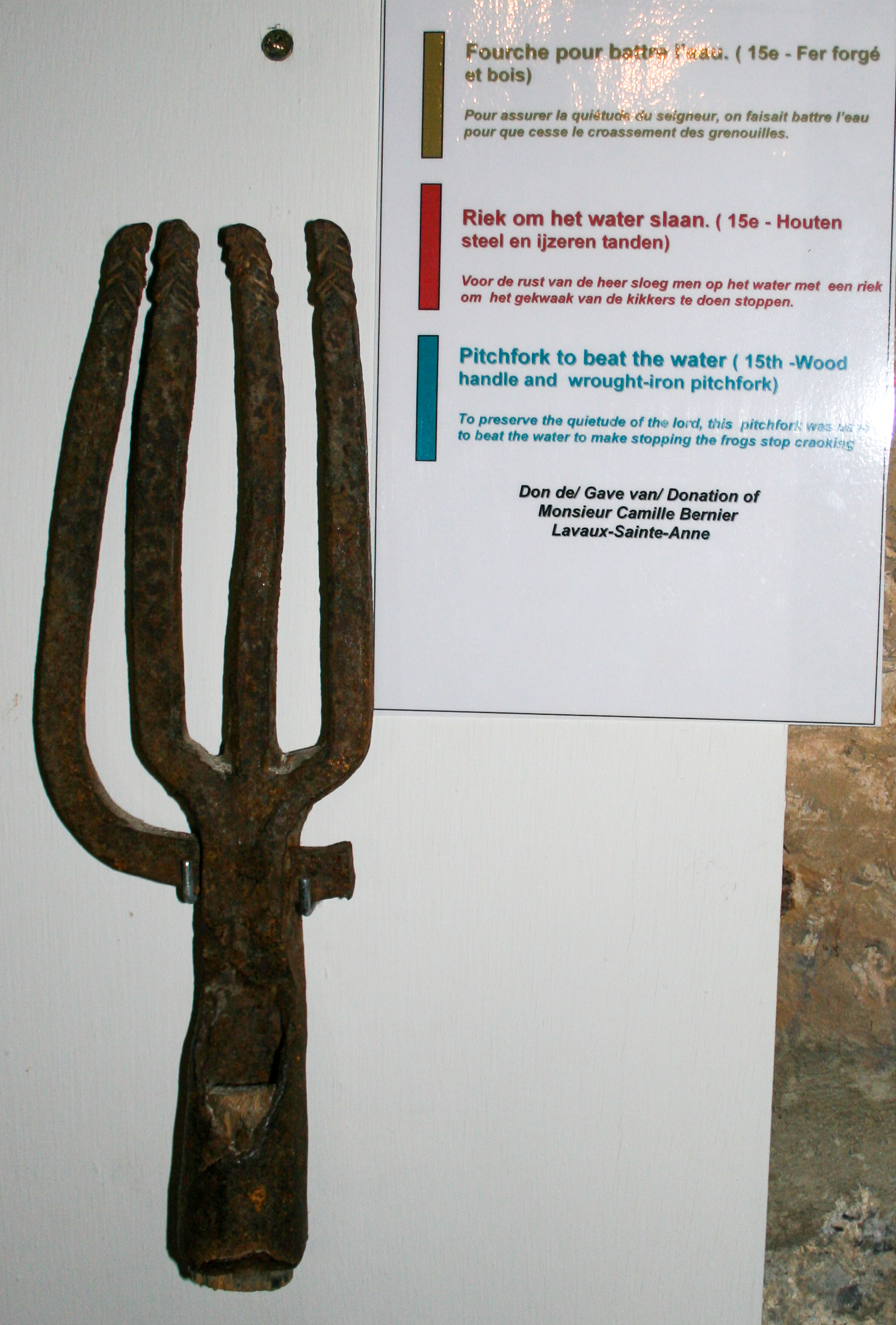
Ezzel az eszközzel paskolták a vizet a szolgák hajnalban, hogy elhallgattassák az uraságot zavaró békák kórusát

Ez a szócikk részben vagy egészben  a   Château de Lavaux-Sainte-Anne című francia Wikipédia-szócikk ezen változatának fordításán alapul.  Az eredeti cikk szerkesztőit annak laptörténete sorolja fel. Ez a jelzés csupán a megfogalmazás eredetét és a szerzői jogokat jelzi, nem szolgál a cikkben szereplő információk forrásmegjelöléseként.